# NGC 5843
NGC 5843 este o emission-line galaxy⁠(d) situată în constelația Lupul. A fost descoperită în 3 mai 1834 de către John Herschel. Se află la o distanță de 59,16 de megaparseci de Pământ.